# Phùng Thanh Phương
Phùng Thanh Phương (sinh ngày 30 tháng 3 năm 1978) là một huấn luyện viên bóng đá và cựu cầu thủ bóng đá người Việt Nam.
Phùng Thanh Phưởng trưởng thành từ lò đào tạo năng khiếu Nghiệp vụ Thành phố Hồ Chí Minh và là cựu cầu thủ của Công an Thành phố Hồ Chí Minh. Ông cũng là thành viên đội tuyển quốc gia Việt Nam tham dự Tiger Cup 1998. Sau khi giải nghệ, ông chuyển sang công tác huấn luyện.

## Sự nghiệp huấn luyện
Cuối tháng 3 năm 2021, Phùng Thanh Phương được câu lạc bộ Sài Gòn bổ nhiệm làm huấn luyện viên trưởng của đội bóng.